# Д’Анна, Лоренцо
Лоренцо Д’Анна (итал. Lorenzo D'Anna; родился 29 января 1972 года, Оджоно, Италия) — итальянский футболист, выступающий на позиции защитника, тренер.

## Карьера
Будучи игроком, играл на позиции центрального защитника за веронский «Кьево» из Серии А. Являлся капитаном летающих ослов и сыграл за них более трёхсот матчей в период с 1994 по 2007 год. Также играл за «Комо», «Про Сесто» и «Фиорентину». 9 июля 2013 стал главным тренером «Зюйдтироля» из высшего дивизиона Профессиональной лиги. В октябре того же года был уволен. Спустя пять лет, в апреле 2018 года был назначен главным тренером «Кьево», заменив Роландо Марана.